# Ehndorf
Ehndorf ist eine Gemeinde im Kreis Rendsburg-Eckernförde in Schleswig-Holstein.

## Geografie

### Geografische Lage
Das Gemeindegebiet von Ehndorf erstreckt sich im Bereich der naturräumlichen Haupteinheit Holsteinische Vorgeest (Nr. 698) an der Mündung der Aalbek in die Stör westlich von Neumünster am östlichen Rande des Naturparks Aukrug.

### Gemeindegliederung
Neben dem namenstiftenden Dorf liegen ebenfalls die Streusiedlungen Ehndorfer Moor, Gut Lebenau und Hubertushof als auch die Hofsiedlung Hochmoor als weitere Wohnplätze im Gemeindegebiet von  Ehndorf.

### Nachbargemeinden
Unmittelbar angrenzende Gemeindegebiete von Ehndorf sind:
| Aukrug                      | Wasbek                                      |                                |
| Sarlhusen (Kreis Steinburg) | Kompassrose, die auf Nachbargemeinden zeigt | Neumünster (Stadtteil Faldera) |
|                             | Arpsdorf, Padenstedt                        |                                |

## Geschichte
Acht bronzezeitliche Hünengräber im Gemeindegebiet deuten auf eine frühgeschichtliche Besiedlung hin.
Der Ort wurde 1201 erstmals erwähnt.

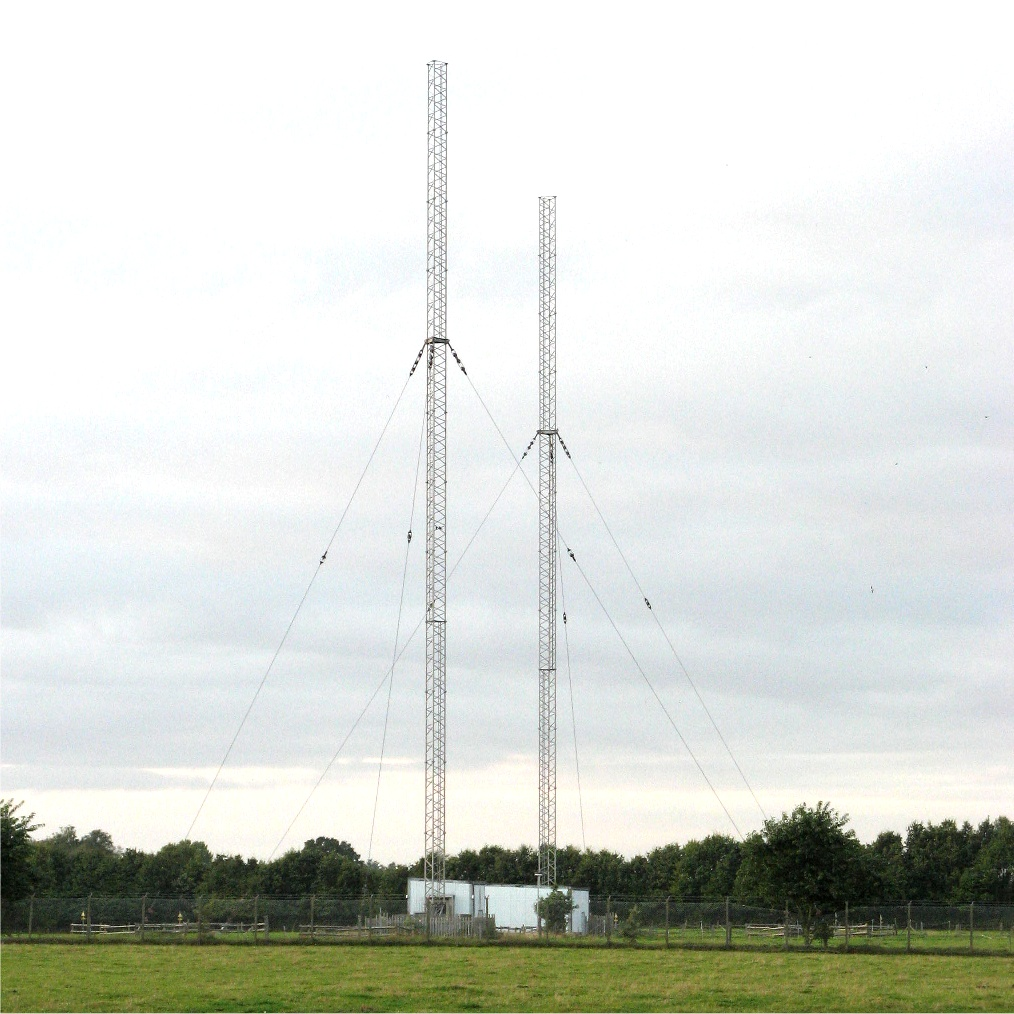
Ehemaliger Mittelwellensender DLF 1269 kHz in Ehndorf (Aufnahme: September 2012)

Ehndorf war von November 1967 bis Dezember 2015 Standort des „Senders Neumünster“ der Media Broadcast.

## Politik

### Gemeindevertretung
Bei der Kommunalwahl am 14. Mai 2023 wurden insgesamt neun Sitze vergeben. Die CDU erhielt sechs Sitze und die SPD erhielt drei Sitze.

### Wappen
Blasonierung: „Von Gold und Grün im Wellenschnitt geteilt. Oben nebeneinander drei Eichenblätter, unten drei schwebende Grabhügel 2 : 1 in verwechselten Farben.“

## Wirtschaft und Infrastruktur

### Wirtschaftsstruktur
Seit dem Ende des Zweiten Weltkriegs hat die ursprüngliche Prägung einer agrarisch strukturierten Wirtschaft im Zuge der sogenannten Landwirtschaftlichen Revolution auch in Ehndorf seine Spuren hinterlassen. Nach eigenen Angaben sind von ursprünglich 36 Höfen am Ende des Zweiten Weltkriegs heute noch fünf erhalten. Mit dem Bau vieler Einfamilienhäuser sind in jüngster Zeit neue Einwohner zugezogen und haben die Funktion als Pendlergemeinde gestärkt. Die vielfach im Stadtumland anzutreffenden Gewerbeparks sind in Ehndorf nicht vorzufinden.
In Ehndorf befindet sich seit 1971 eine sehr große Zucht von Islandpferden.

### Verkehr
Durch die östliche Gemarkung verläuft grob in Nord-Süd-Richtung die Bundesautobahn 7 auf etwa den Streckenkilometern 97 bis 98. Die Anschlussstelle Neumünster-Mitte (Nr. 14) bindet den Ort über die Bundesstraße 430 an. Bei Wasbek zweigt die in das Dorf führende Kreisstraße 34 in südliche Richtung ab.